# Gerhard Fieseler
Gerhard Fieseler född 15 april 1896 i Glesch död 1 september 1987 i Kassel, var en tysk jaktpilot.
Fieseler var ett tyskt flygaräss under första världskriget, efter kriget blev han stuntflygare, världsmästare i konstflyg, flygplanskonstruktör och tillverkare av flygplan.
Fieseler anmälde sig 1915 till det tyska luftförsvaret under första världskriget. Under flygutbildningen var han med under ett haveri och kom ut som pilot på ett spaningsförband efter att han lämnat sjukhuset i februari 1916. Året efter förflyttades han som jaktpilot vid JASTA 25 som deltog på fronten i Makedonien. Han blev framgångsrik med 19 luftsegrar, den första vann mot en Nieuport 17 strax söder om Prilip. Han tilldelades Järnkorset, i första och andra klassen.
Efter kriget återvände han till Glesch för att arbeta vid sin pappas tryckeri för att senare arbeta som tryckare i Eschweiler. Han kom i kontakt med Antonius Raab 1926 som startat flygplansfabriken Raab-Katzenstein i Kassel, Raab behövde en flyglärare och flyginstruktör till kunder som köpte flygplan från fabriken. Fieseler nappade på erbjudandet och lämnade arbetet som tryckare. Utöver lärararbetet blev det mycket test och provflygningar för fabrikens räkning. Under dessa flygningar utvecklades Fieselers skicklighet som uppvisningsflygare. Hans popularitet som uppvisningsflygare blev så pass stor att han kunde begära bra betalt bara för sin medverkan. Med pengarna han tjänade som stuntpilot lät han Raab-Katzenstein tillverka ett uppvisningsflygplan som han själv konstruerat Fieseler F 1. Med flygplanet deltog han i ett flertal uppvisningsflygningar och flygplanet visade sig ha mycket goda egenskaper för avancerad flygning. Tillsammans med Raab konstruerade och tillverkade han Raab-Katzenstein RK-26 Tigerschwalbe som ett aerobatics och avancerat skolflygplan.  
Fieseler har även gått till flyghistorien som den första pilot som utförde flygbogsering av ett segelflygplan. 
När Raab-Katzenstien gick i konkurs 1931, bestämde sig Fieseler för att starta eget, han köpte segelflygplansfabriken Segelflugzeugbau Kassel, och döpte om företaget till Fieseler flugzeugbau. Till en början tillverkade han andra konstruktörers segelflygplan, men 1932 inledde han tillverkning av egenkonstruerade motorflygplan. Med flygplanet Fieseler F 2 Tiger for han till Paris för att delta i de första världsmästerskapen i konstflygning 1934. Han segrade och fick förutom en pokal ett kontantpris på 100 000 francs, som han investerade i sitt företag.  
Segern ledde även till att Fieseler uppmärksammades som flygplanskonstruktör.
Som medlem i Nationalsocialistiska tyska arbetarepartiet (NSDAP) fick Fieseler flera kontrakt på att licenstillverka stridsflygplan för Luftwaffes räkning. 1936 deltog han i Reichsluftfahrtministerium (RLM)s konstruktionstävling för ett nytt STOL flygplan. Han vann tävlingen med observations- och sambandsflygplanet med prototypen till Fieseler Fi 156 Storch.
Efter kriget tillbringade han en tid i ett amerikanskt interneringsläger. Efter frisläppandet återvände han till sitt företag, där han legotillverkade produkter för bilindustrin.